# Disidratazione dei fanghi

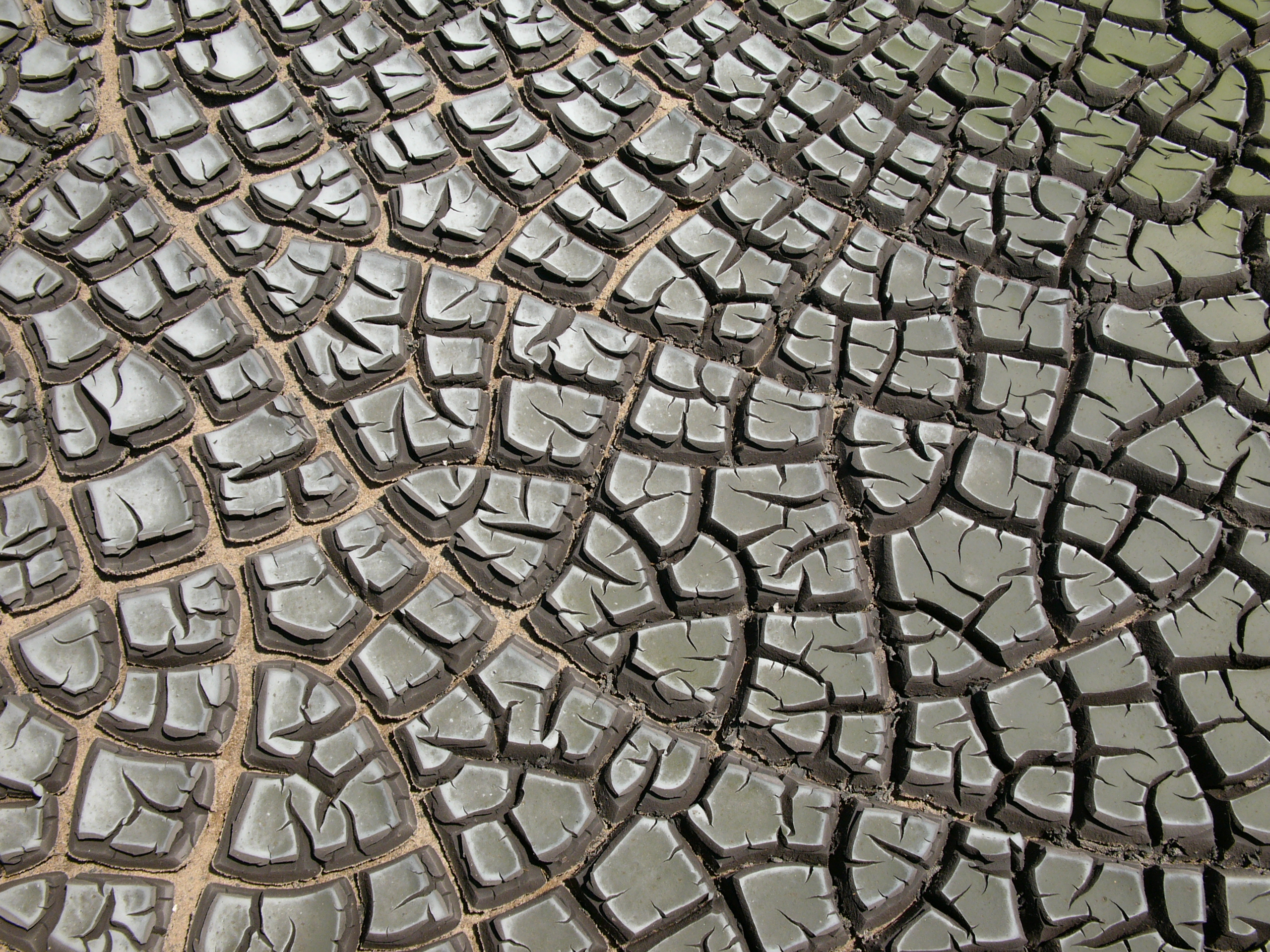
Fango essiccato naturalmente.

La disidratazione o deacquificazione è un trattamento a cui vengono sottoposti i fanghi provenienti dalla linea fanghi di un impianto di depurazione o di potabilizzazione, al fine di ridurne il tenore di acqua e rendere più economiche e più facili le successive operazioni di trattamento e smaltimento - smaltimento diretto (ad esempio in agricoltura) o incenerimento.

La deacquificazione può essere realizzata sia su un fango ancora grezzo sia su uno stabilizzato.

Dopo il trattamento il fango si presenta come un materiale di consistenza semisolida.

Nel caso in cui è previsto l'incenerimento del fango, un trattamento di disidratazione ha lo scopo anche di aumentare il potere calorifico del fango stesso.

## Tipologie
I metodi di disidratazione si possono classificare in:
- naturali;
  - l'essiccamento naturale su letti;
- artificiali o con apparecchiature meccaniche
  - la filtrazione;
  - centrifugazione.
- termici

Tra i metodi di disidratazione, i più largamente utilizzati sono la centrifugazione e la filtropressatura mentre in declino, per gli alti costi di gestione, è la filtrazione sotto vuoto.

## Letti di essiccamento
I letti di essiccamento sono costituiti da vasche a sezione rettangolare, poco profonde, riempite di materiale drenante, sul quale viene cosparso il fango.

L'acqua viene allontanata per percolazione e per evaporazione naturale.

## Filtrazione
L'operazione consiste nel far passare il fango attraverso un mezzo filtrante il quale trattiene la parte solida e fa passare quella liquida.

La filtrazione è, tra le tecniche di deacquificazione, quella che permette di ottenere fanghi a più elevato contenuto di solidi.

Per questa operazione si utilizzano:
- filtri sotto vuoto
- filtri sotto pressione

### Filtrazione sotto vuoto
Il filtro a vuoto, nel suo disegno convenzionale, consiste in un tamburo ad asse orizzontale rivestito da materiale filtrante (es. tela) parzialmente immerso nel fango da disidratare. 

Nel tamburo, che viene fatto ruotare lentamente intorno al suo asse, viene mantenuto il vuoto mediante una pompa; il fango viene risucchiato, aderisce alla tela e perde parte della sua acqua. 

Successivamente lo strato di fango formatosi viene staccato dal filtro con un getto di aria compressa e portato via dal tamburo da un raschiafanghi.

A questo schema base sono state apportate modifiche, talvolta sostanziali, ottenendo filtri con principi di funzionamento diversi.

Tra i più usati:
- il filtro a nastro: nel quale la tela con il pannello di fango deacuqificato lascia il tamburo, scarica il fango, viene lavata e ritorna sul tamburo per una nuova filtrazione,
- il filtro a spire: nel quale il mezzo filtrante è composto da una serie di spirali di piccolo diametro che permettono al pannello di fango di staccarsi facilmente dal tamburo.
- il filtro a dischi: nel quale al posto del tamburo vi è una serie di dischi ricoperti di tela.

### Filtrazione sotto pressione

#### Filtropresse

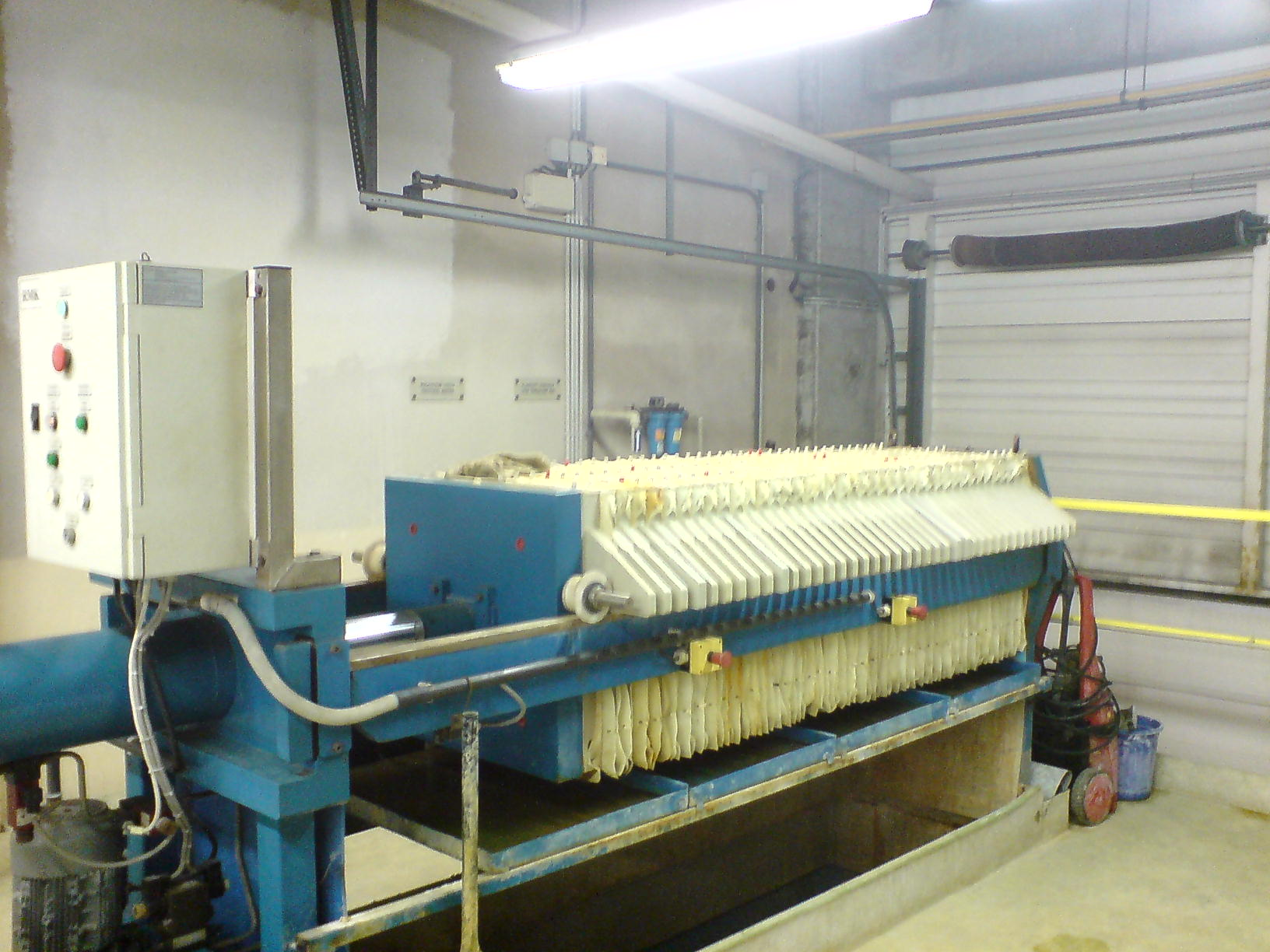
Filtropressa a travi laterali.

La filtropressa consiste in una serie di piastre porose ricoperte di tessuto drenante. Il fango viene immesso tra piastre e sottoposto a pressione. L'acqua attraversa il tessuto mentre i solidi sono trattenuti dalle piastre. 

Successivamente le piastre vengono aperte e il pannello formatosi viene scaricato.

Il processo ha lo svantaggio di essere discontinuo (bassa produttività) e di richiedere un'accurata assistenza (maggiori costi di manodopera); per contro esso permette di ottenere fanghi molto secchi.

Per migliorare il rendimento del trattamento è necessario effettuare preventivamente un condizionamento dei fanghi.

Per il condizionamento vengono utilizzati principalmente il cloruro ferrico e il cloroidrato di alluminio anche se si sta affermando l'uso di polielettroliti.

#### Pressa a vite
La pressa a vite potrebbe essere un macchinario tra i più performanti fra gli strumenti per la disidratazione dei fanghi attualmente in commercio. Il suo funzionamento si basa sulla rotazione a un basso numero di giri di una coclea centrale che comprime e spinge il materiale verso una trafila posta all'uscita della camera cilindrica; tale compressione permette all'acqua di uscire attraverso un cilindro filtrante.
Purtroppo, molti dei fanghi attualmente prodotti non si prestano a essere utilizzati da questo sistema di pressatura. Infatti, molti di essi, avendo una consistenza gelatinosa, non sono idonei a essere compressi in quanto la pressione esercitata dalla vite fa sì che il fango esca dai filtri e dalla trafila senza rilasciare la parte acquosa impedendone il compattamento. È questo il motivo per cui, tra le macchine per disidratazione, è tra le meno usate nonostante le sue potenzialità.

#### Nastropresse

Schema di funzionamento di una nastropressa.

Le nastropresse sono adatte per impianti medio-piccoli di trattamento fanghi.

Una nastropressa per fanghi è normalmente costituita da:
- un telaio con due robuste fiancate laterali collegate fra loro;
- una tramoggia di carico del fango;
- una vasca di accumulo e scarico dell'acqua filtrata,
- due teli coniugati attraverso i quali passa il fango da disidratare;
- dei rulli con funzione di drenaggio e pressione del fango e dei rulli aventi funzione di centraggio e tiro del telo.

Il fango viene immesso all'interno dei due filtri a nastro continuo.

L'acqua viene espulsa attraverso il mezzo filtrante mediante l'applicazione da parte dei rulli di un'idonea pressione.

Questo tipo di trattamento ha lo svantaggio di richiedere frequenti lavaggi delle tele e determina un'elevata usura delle stesse.

Per migliorare il rendimento del trattamento è necessario effettuare preventivamente un condizionamento dei fanghi.

Per il condizionamento vengono utilizzati principalmente polielettroliti.

## Centrifugazione
Il processo consiste nel far separare l'acqua dal fango mediante l'applicazione di una forza centrifuga.

Nello schema di centrifugazione più semplice il fango viene immesso nella centrifuga attraverso un tubo fisso che corre al centro di un tamburo cilindrico (con un'estremità troncoconica) in rotazione a un elevato numero di giri - a una velocità di circa 5.000 giri/min si ottiene una forza centrifuga pari 3.500 volte quella di gravità -.

In brevissimo tempo, per effetto della forza centrifuga, i solidi si addensano contro la parete interna del tamburo.

Funzionamento della coclea.

All'interno del cilindro c'è una coclea, che ruota nello stesso senso del tamburo ma a una velocità inferiore.

Questa trascina continuamente i solidi verso l'estremità del tamburo stesso dove è situato lo scarico.

Lungo questo percorso, il fango perde parte della sua acqua che viene scaricata all'esterno attraverso un disco sfioratore.

Particolarmente importante nella centrifugazione risulta il condizionamento dei fanghi. Il compattamento del fango di chiarificazione significa concentrare il fango di supero che biologicamente è presente in quote di 5-10 g/1 a un tenore di sostanza secca dal 5 all 8% prima di essere pompato nella torre di fermentazione. In tal modo si riduce il volume del fango dal 90 al 95%.

Infatti bastano piccole quantità di un idoneo polielettrolita organico per far aumentare notevolmente il recupero di solidi (da Burd - 1968).

La scelta del tipo di condizionamento e del tipo di centrifuga da utilizzare va fatta di volta in volta sulla base di prove di laboratorio, e, se possibile, su scala pilota.

Questo tipo di trattamento ha lo svantaggio di produrre fanghi con una bassa concentrazione di solidi e necessita di personale qualificato per la manutenzione.

## Nuovo sistema di disidratazione dei fanghi
È un nuovo sistema di disidratazione che porta il nome di SPMC e si basa sulla pressione a vuoto, la compressione del fango e l'essiccazione meccanica mediante forzatura dell'aria. Il sistema SPMC è attualmente in fase di collaudo presso alcune cartiere Italiane per ottimizzarne le potenzialità. A oggi i risultati ottenuti con SPMC (su vari campioni di fanghi) dimostrano un abbattimento del liquido residuo che porta la percentuale di secco dal 30 al 60% rispetto alle tradizionali strumentazioni attualmente in commercio, dimezzando anche la quantità di energia normalmente utilizzata per il funzionamento di una nastro-pressa. 
Il sistema si basa su un numero di celle meccaniche montate su moduli standard in funzione della quantità di fango da trattare; il fango viene compresso all'interno delle celle e poi aspirato e pressato contemporaneamente in modo da formare un disco del diametro di circa 250 millimetri. Il tutto viene poi immesso su di un nastro trasportatore che, attraversando un canale di aria forzata mediante ventilatori e aspiratori, porta in zona stoccaggio il materiale disidratato. 
Questo sistema è totalmente automatico e veloce nella sua esecuzione e si presta a quasi tutte le tipologie di fanghi.

## Trattamenti termici
I trattamenti termici possono essere:
- l'essiccamento;
- l'incenerimento.

### Essiccamento
Durante l'essiccamento termico i fanghi sono portati a una temperatura fino ad un massimo di 180 °C durante il quale si liberano dell'acqua interstiziale e capillare.

Negli essiccatori il calore viene trasmesso al fango mediante contatto con un fluido caldo (vapore o olio diatermico).

Esistono varie tipologie di essiccatori:
- essiccatori a contatto indiretto: tra fango e fluido caldo è interposta una superficie attraverso la quale il calore viene trasmesso per conduzione
- essiccatori a contato diretto: il fango è in contatto diretto con il fluido caldo.
- essiccatori a contatto misto.

Con l'essiccamento il fango è trasformato in un prodotto secco e sterile che mantiene praticamente inalterata la sua carica organica.

Pertanto se il fango di partenza è di origine urbana o, in ogni caso, con elevato contenuto di sostanze organiche, i residui del processo di essiccamento possono essere riutilizzati in agricoltura.

Per alcuni tipi di fango di origine industriale, il metodo dell'essiccamento termico può essere utile per potere avere residui ricchi di sostanze pregiate, per le quali è economicamente conveniente il recupero.

L'essiccamento è spesso presente prima dell'incenerimento per portare il fango di alimento a un potere calorifico tale da garantire l'autosostentamento della combustione.

Rispetto agli altri trattamenti di disidratazione l'essiccamento ha costi notevolmente superiori.

### Incenerimento
I processi di incenerimento, pur essendo dei trattamenti di disidratazione spinta dei fanghi, rappresentano uno dei metodi utilizzati per lo smaltimento dei fanghi.

Infatti questo processo fornisce materiali inerti facilmente smaltibili e talvolta riutilizzabili.

L'applicabilità dell'incenerimento è legata, a parità di altri fattori, al valore del potere calorifico del fango e cioè al tenore di sostanze organiche contenute nel fango stesso.

I processi di incenerimento comprendono essenzialmente uno stadio di essiccazione e uno stadio di combustione e si sviluppano attraverso le seguenti fasi:
- riscaldamento del fango a 100 °C;
- evaporazione dell'acqua contenuta nel fango;
- riscaldamento del vapor acqueo e dell'aria;
- combustione delle sostanze organiche.

Tra le tecniche di incenerimento più usate sono da citare:
- il processo basato sull'uso di forni a multipli effetti;
- il processo a letto fluido;
- il processo basato sull'uso di forni rotativi.

#### Forni a multipli effetti
Il forno a multipli effetti consiste essenzialmente di un recipiente cilindrico coibentato, diviso nell'interno in diversi scomparti, ognuno dei quali agisce da focolare.

Il fango disidratato viene alimentato in continuo nel focolare più alto, in cui si verifica l'evaporazione di parte dell'acqua, per contatto diretto con i gas caldi provenienti dalla parte inferiore del forno.

Dal focolare più alto, il fango scende verso la parte intermedia del forno, che è la zona in cui si verificano i fenomeni di combustione che portano alla distruzione delle sostanze organiche.

Negli scomparti girano raschiatori orizzontali mossi da un albero rotante verticale, coincidente con l'asse del cilindro; questi raschiatori permettono al fango di passare dal focolare superiore a quello inferiore.

La parte più bassa del forno funziona da zona di raffreddamento per i residui della combustione e di preriscaldo per l'aria.

Le ceneri vengono scaricate utilizzando dal fondo attraverso una condotta di scarico.

Le ceneri residue trasportate in alto dai gas di combustione vengono raccolte mediante cicloni o altri tipi di apparecchiature.

La temperatura massima che si raggiunge nel forno si aggira sui 900-1000 °C.

#### Forni a letto fluido
Il processo a letto fluido è così chiamato poiché il fango da bruciare viene inviato su di un letto di sabbia tenuto in movimento, mediante aria, dentro un reattore mantenuto a elevata temperatura.

Il letto di sabbia trattiene le particelle organiche e ne facilita la combustione in quanto aumenta la superficie di contatto tra gas caldi e sostanze combustibili.

L'aria necessaria alla combustione viene alimentata dal basso.

L'aria ha anche lo scopo di mantenere sospeso il letto e creare un'elevata turbolenza e buona miscelazione.

Questo processo richiede che il fango sia composto da particelle minute, per cui spesso il fango deve essere sottoposto a triturazione prima della fase di disidratazione.

Il fango deacquificato, nel reattore viene a contatto con il letto di sabbia, che è mantenuto a una temperatura di 750-800 °C.

Le sostanze organiche vengono bruciate e le ceneri vengono rimosse dal letto fluido dai gas di combustione che le trasportano verso l'alto fino alle apparecchiature di separazione.

#### Forni rotativi
Il forno rotativo è costituito da un cilindro refrattario con l'asse inclinato di circa 2-3 ° rispetto al piano orizzontale.

Il cilindro è messo in rotazione a velocità molto bassa (0,25-1,5 giri/min).

Il processo basato sull'uso dei forni rotativi si basa su due forni rotativi distinti nei quali avvengono la fase di essiccazione e la fase di combustione.

I due forni vengono fatti ruotare lentamente e vengono alimentati con il fango in modo continuo.

Nel primo forno avviene l'essiccazione dei fanghi per mezzo dei gas caldi di scarico provenienti dal forno di incenerimento.

Il fango umido viene fatto entrare nel forno di essiccamento dalla stessa parte da cui entrano i gas caldi.

Questi entrano nel forno con una temperatura di 600 °C ed escono a una temperatura di 130 °C circa.

Del fango estratto dal forno, una parte viene mescolata con il fango umido di alimentazione e il resto viene inviato al forno di incenerimento che lavora nell'arco di temperatura compreso tra 900 e 1100 °C.

#### Vantaggi e svantaggi
L'incenerimento ha il vantaggio di produrre la completa ossidazione delle sostanze organiche con produzione di un residuo fisso e la massima riduzione del volume (residuo inerte 10-20% del valore iniziale) e del peso dei residui da smaltire.
I problemi principali sono legati ai costi dovuti principalmente al combustibile ausiliario e all'emissione di gas (necessitano di camere di post combustione per ridurre le emissioni in atmosfera).

Per evitare l'uso del combustibile ausiliario e avere l'autosostentamento è necessario avere una forte disidratazione (circa il 65% di secco) e non sottoporre il fango a nessuna stabilizzazione per evitare il consumo di sostanze organiche.

## Scelta della tipologia
La scelta del sistema di disidratazione più idoeneo viene fatta in base a diversi parametri quali:
- il tipo di impianto di depurazione;
- il sistema di smaltimento dei fanghi
- le condizioni al contorno come ad esempio:
- consumi energetici;
- rumorosità;
- cattivi odori;
- superficie occupata;